# Giuseppe Cardano
Giuseppe Cardano, detto Peppino (Oleggio, 11 giugno 1926), è un ex calciatore italiano, di ruolo difensore.

## Carriera
Dopo gli esordi con il Milan, dove gioca nelle giovanili ed alcune partite amichevoli, viene prelevato dal Messina con la cui maglia debutta in Serie B nella stagione 1952-1953 e prende complessivamente parte a quattro campionati di seconda categoria, per un totale di 115 presenze.
Nell'estate 1956 si trasferisce al Verona, dove scende in campo in 34 gare della Serie B 1956-1957, contribuendo alla vittoria in campionato e alla prima storica promozione degli scaligeri in massima serie. Sul finale di stagione tuttavia si frattura tibia e femore ed è costretto a ritirarsi dal calcio giocato.

## Palmarès

### Club

#### Competizioni nazionali
- Serie B: 1

Verona: 1956-1957